# Дзялинь (Мазовецьке воєводство)
Дзялинь (пол. Działyń) — село в Польщі, у гміні Ольшево-Борки Остроленцького повіту Мазовецького воєводства.
Населення — 55 осіб (2011).
У 1975-1998 роках село належало до Остроленцького воєводства.

## Демографія
Демографічна структура станом на 31 березня 2011 року:
|          | Загалом | Допрацездатний вік | Працездатний вік | Постпрацездатний вік |
| -------- | ------- | ------------------ | ---------------- | -------------------- |
| Чоловіки | 28      | 10                 | 16               | 2                    |
| Жінки    | 27      | 5                  | 15               | 7                    |
| Разом    | 55      | 15                 | 31               | 9                    |